# Белопольск
Белопольск — посёлок в Ужурском районе Красноярского края России. Входит в состав Приреченского сельсовета.

## География
Посёлок расположен в 45 км к востоку от районного центра Ужур.

## История
В 1976 г. Указом Президиума ВС РСФСР поселок фермы № 3 Ужурского совхоза переименован в Белопольск.

## Население
| 2010 |
| ---- |
| 212  |